# Streetball
L'streetball (‘bàsquet de carrer’) o 3×3 Streetball és una variació del basquetbol que es juga en pistes exteriors i en què no se solen seguir estrictament les regles normals del joc. És una modalitat del bàsquet a mitja pista amb una sola cistella.
El seu format permet que els jugadors mostrin les seves habilitats individuals. És molt popular als Estats Units, on s'organitzen campionats com l'AND1 o el Ball4Real. Grans estrelles de l’NBA com Kobe Bryant o LeBron James han jugat en algun moment de llura carrera als parcs.
A Catalunya hi ha unes associacions, com ara l'Associació Streetball Barcelona Sants i Streetball les Corts. La Federació Catalana de Basquetbol n'ha publicat el 2021 les regles en català del reglament el 2019 Federació Internacional.
Crossover Magazine, és una revista trimestral de bàsquet centrada en l'streetball o bàsquet de carrer. Va ser creada el juliol del 2009 per Rubén Alcaraz i Antonio Gil.

## Streetballersfamosos

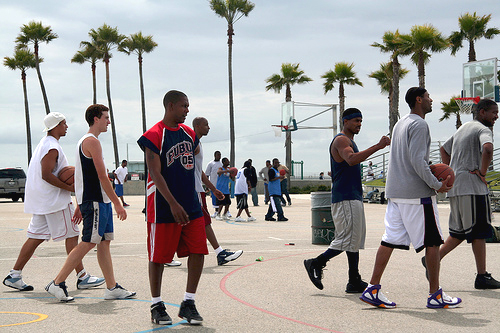
Streetballers a Venice Beach, Los Angeles, Califòrnia, EUA.

- Corey "Homicide" Williams (1977-2024)[8]
- Earl "The Goat" Manigault[9]
- Grayson "The Professor" Boucher[10]
- Philip Champion[11]
- Ed "Booger" Smith
- Richard "Pee Wee" Kirkland
- Raymond Lewis
- Taurian "Mr. 720" Fontenette
- Connie "The Hawk" Hawkins
- Earl "The Pearl" Monroe
- Lloyd "Swee' Pea" Daniels
- Roberto "Exile" Yong
- Robert "50" Martin
- Cardell "Ballaholic" Butler
- Kelvin "Hometown Kid" Wylie
- Waliyy "Main Event" Dixon
- Emmanuel "Hard Work" Bibb
- Aaron "AO" Owens
- Rafer "Skip 2 My Lou" Alston
- Troy "Escalade" Jackson
- Stephon "Starbury" Marbury
- Jamar "The Pharmacist" Davis
- Jamaal "The Abuser" Tinsley
- Allen "The Answer" Iverson
- Kevin "Bizzness" Butler
- Brandon "The Assassin" Durham
- Bobbito García
- Deshun "Father Time" Jackson
- Demetrius "Hook" Mitchell
- Jack "Black Jack" Ryan
- Slick "Zeppelin" Watts
- Chen Jianghua
- Pat "Da Roc" Robinson
- Darren "DP a.k.a. Primal Fear" Phillip
- Kareem "The Best Kept Secret" Reid
- Lennon "The Lawyer" Álvarez